# Optativ
Optativ eller ønskemåde er en modus, der angiver ønske eller håb. På mange sprog er optativ erstattet af konjunktiv (optativisk konjunktiv), men det findes i sanskrit og oldgræsk.
I det danske sprog er bøjningsformen stort set forsvundet, men findes dog i reliktform i visse faste vendinger, f.eks. "Ole længe leve", "Gud velsigne dig", "Gud bevare Danmark" og "Gud ske tak og lov".
Formen er den samme som navnemåde.
I græsk findes der følgende former for optativ:
| Optativisk optativ | Udtrykker ønske eller håb. Oversættes på dansk med "gid", "må, måtte" eller datid                                                               |
| Oblik optativ      | Bruges i ledsætning, der er underordnet et verbet i datid, typisk i indirekte tale (oratio obliqua). Det har ingen indflydelse på oversættelsen |
| Potentialis        | Betegner en mulighed og er normalt forbundet med partiklen ἄν (i hovedsætninger, ikke i en hvis-sætning). Oversættes med "ville" eller datid    |

Futurum optativ er altid oblik.